# يوماري غونزاليس
يوماري غونزاليس مواليد 13 يونيو 1979 في كوبا، هي درّاجة كوبية. شاركت في دورة الألعاب الأولمبية الصيفية.

## الميداليات
| الميدالية | المسابقة                               |
| --------- | -------------------------------------- |
| ذهبية     | بطولة العالم للدراجات على المضمار 2007 |
| ذهبية     | بطولة العالم للدراجات على المضمار 2009 |
| فضية      | بطولة العالم للدراجات على المضمار 2008 |
| فضية      | بطولة العالم للدراجات على المضمار 2009 |
| فضية      | بطولة العالم للدراجات على المضمار 2010 |
| ذهبية     | دورة الألعاب الأمريكية 2007            |

## روابط خارجية
- يوماري غونزاليس على موقع أرشيف الدراجات (الإنجليزية)
- يوماري غونزاليس على موقع إحصائيات الدراجات الإحترافية (الإنجليزية)
- يوماري غونزاليس على موقع نسبة الدراجات (الإنجليزية)
- يوماري غونزاليس على موقع CycleBase (الإنجليزية)
- يوماري غونزاليس على موقع اللجنة الأولمبية الدولية (الإنجليزية)
- يوماري غونزاليس على موقع اللجنة الأولمبية الدولية (الإنجليزية)
- يوماري غونزاليس على موقع أوليمبيديا (الإنجليزية)